# Interleucina

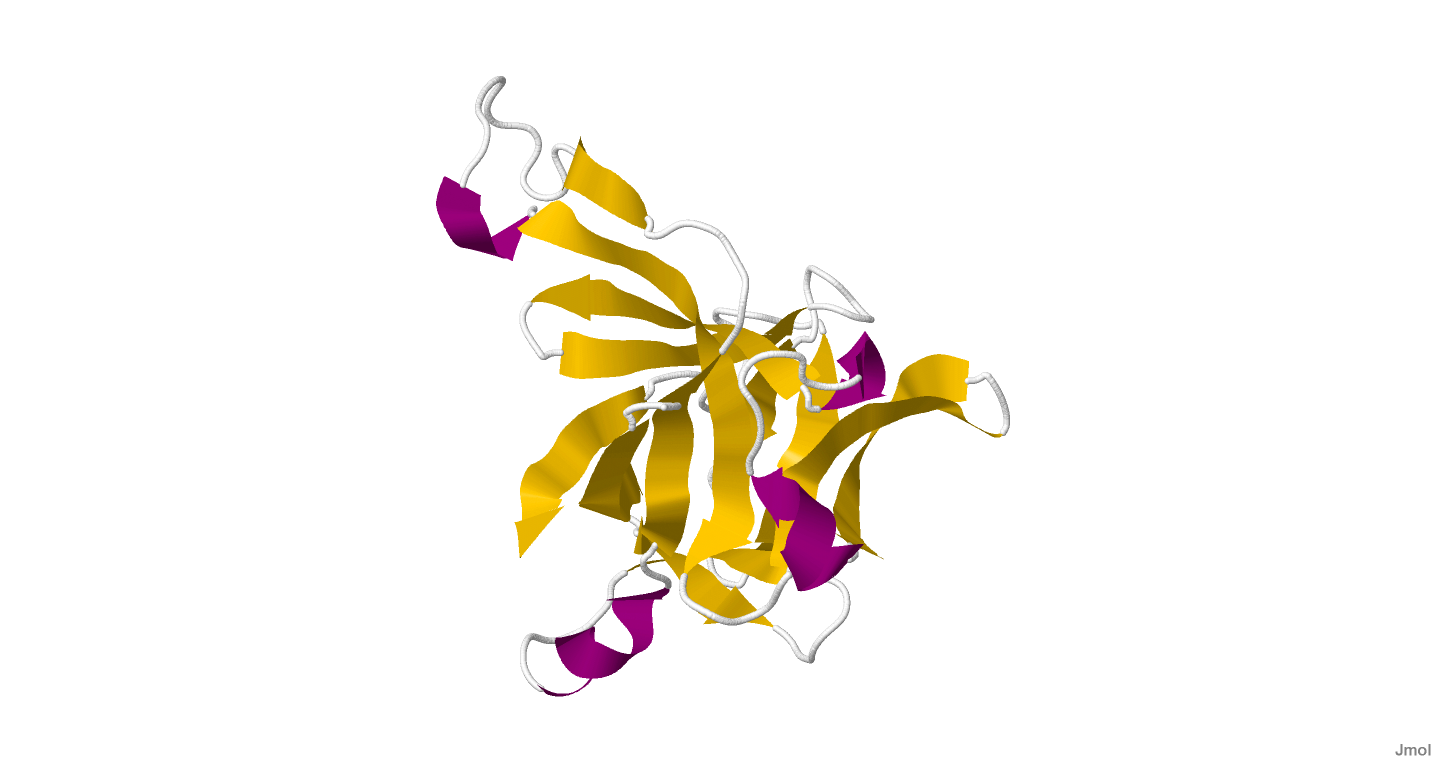
Estrutura molecular da interleucina 1 beta.

As interleucinas (do grego, entre células brancas) são alguns tipos de proteínas produzidas principalmente por leucócitos (principalmente por linfócitos T, macrófagos e eosinófilos) cada uma com suas funções, sendo que a maioria delas está envolvida na ativação ou supressão do sistema imune e na indução de divisão de outras células. Também possuem função na memória e são usados como medicamento.

## Atividade
Existem mais de 36 tipos, numerados pela ordem da sua descoberta, e alguns podem ser divididos em sub-tipos de acordo com sua atividade, por exemplo, IL-1a, IL-1b e IL-1ra. Antigamente possuíam nomes de acordo com sua ação, exemplo, "fator quimiotático de neutrófilos" para o IL-8, que ignoravam que elas podiam ter múltiplas funções. O efeito que uma interleucina produz depende da célula que o capta, atuando como um capitão que dá uma ordem diferente para cada tipo de soldado.
Muitos de seus efeitos ocorrem em cadeia e inibem o sistema imune, por exemplo, a interleucina 10 (IL-10) é produzido por Linfócitos T regulatórios (LTr) para inibir a atividade de outros linfócitos T ao mesmo tempo que estimulam outros LTr a produzir mais IL-10. Essa autoimunossupressão é importante para evitar respostas excessivas (autoimunidade).
| Nome              | Células produtoras                                                               | Receptores alvo                                 | Células receptoras                                          | Função |
| IL-1              | macrófagos, Linfócitos B, monócitos e célula dendríticas                         | CD121a/IL1R1, CD121b/IL1R2                      | Linfócitos T                                                | co-estimulação |
| IL-1              | macrófagos, Linfócitos B, monócitos e célula dendríticas                         | CD121a/IL1R1, CD121b/IL1R2                      | Célula B                                                    | maturação e proliferação |
| IL-1              | macrófagos, Linfócitos B, monócitos e célula dendríticas                         | CD121a/IL1R1, CD121b/IL1R2                      | Células NK                                                  | ativação |
| IL-1              | macrófagos, Linfócitos B, monócitos e célula dendríticas                         | CD121a/IL1R1, CD121b/IL1R2                      | Macrófagos, endotélio, outro                                | Em pequenas quantidades induzem reação de fase aguda e resposta inflamatória e em grandes quantidades induzem febre |
| IL-2              | Linfócito T auxiliar tipo 1                                                      | CD25 / IL2RA, CD122 / IL2RB, CD132 / IL2RG      | linfócitos T e B, células NK, macrófagos e oligodendrócitos | Estimula o crescimento, diferenciação e proliferação dos linfócitos T, B e NK. Pode ser usado para recuperar a imunidade de pacientes imunossuprimidos.                                                                                              |
| IL-3              | Linfócitos T auxiliares, mastócitos, células NK, endotélio, eosinófilos          | CD123 / IL3RA, CSF2RB/CD131/IL3RB               | células-tronco hematopoéticas                               | Diferenciação e proliferação de células progenitoras medulares de eritrócitos, granulócitos |
| IL-3              | Linfócitos T auxiliares, mastócitos, células NK, endotélio, eosinófilos          | CD123 / IL3RA, CSF2RB/CD131/IL3RB               | mastócitos                                                  | maturação e liberação de histamina |
| IL-4              | linfócitos T auxiliares tipo 2, mastócitos, macrófagoss                          | CD124 / IL4R, CD132 / IL2RG                     | linfócitos B ativados                                       | proliferação e diferenciação, papel importante na resposta alérgica, pois estimula síntese de IgE e IgG1.) |
| IL-4              | linfócitos T auxiliares tipo 2, mastócitos, macrófagoss                          | CD124 / IL4R, CD132 / IL2RG                     | linfócitos T                                                | proliferação |
| IL-4              | linfócitos T auxiliares tipo 2, mastócitos, macrófagoss                          | CD124 / IL4R, CD132 / IL2RG                     | endotélio                                                   | estimula expressão de proteínas de adesão para que linfócitos penetrem ao local da infecção. |
| IL-5              | linfócitos T auxiliares tipo 2, mastócitos, eosinófilos                          | CD125/IL5RA, CD131/IL3RB                        | eosinófilos                                                 | proliferação |
| IL-5              | linfócitos T auxiliares tipo 2, mastócitos, eosinófilos                          | CD125/IL5RA, CD131/IL3RB                        | Célula B s                                                  | diferenciação, produção de IgA |
| IL-6              | macrófago s, linfócitos T auxiliares tipo 2, linfócitos B, astrócitos, endotélio | CD126 / IL6RA, CD130 / IR6RB                    | linfócitos B ativados                                       | diferenciação em plasmócitos |
| IL-6              | macrófago s, linfócitos T auxiliares tipo 2, linfócitos B, astrócitos, endotélio | CD126 / IL6RA, CD130 / IR6RB                    | plasmócitos                                                 | secreção de anticorpos |
| IL-6              | macrófago s, linfócitos T auxiliares tipo 2, linfócitos B, astrócitos, endotélio | CD126 / IL6RA, CD130 / IR6RB                    | células-tronco hematopoéticas                               | diferenciação |
| IL-6              | macrófago s, linfócitos T auxiliares tipo 2, linfócitos B, astrócitos, endotélio | CD126 / IL6RA, CD130 / IR6RB                    | Linfócitos T, outros                                        | induz reação de fase aguda, hematopoiese, diferenciação celular e inflamação |
| IL-7              | Células do estroma da medula óssea e células do estroma de timo                  | CD127 / IL7RA, cadeia gama comum/ CD132 / IL2RG | Linfócitos imaturos                                         | diferenciação e proliferação de células progenitoras linfoides. Também estimulam a produção de citocinas pró-inflamatórias. |
| IL-8 ou CXCL8     | macrófagos, linfócitos, células epiteliais                                       | CXCR1 / IL8rA, CXCR2 / IL8RB / CD128            | Neutrófilos, basófilos e linfócitos                         | Quimiotaxia dos neutrófilos |
| IL-9              | linfócitos T auxiliares tipo 2                                                   | CD129 / IL9R                                    | Linfócitos T e B                                            | Potencializa efeitos da IgM, IgG e IgE. Estimula crescimento dos mastócitos e linfócitos T. |
| IL-10             | monócitos, linfócitos T e B, mastócitos e macrófagos                             | CD210 / IL10RA, CDW210B / IL10RB                | macrófagos                                                  | inibe a produção de IL-1, IL-6 e Fator de necrose tumoral alfa |
| IL-10             | monócitos, linfócitos T e B, mastócitos e macrófagos                             | CD210 / IL10RA, CDW210B / IL10RB                | Linfócitos B                                                | ativação |
| IL-10             | monócitos, linfócitos T e B, mastócitos e macrófagos                             | CD210 / IL10RA, CDW210B / IL10RB                | mastócitos                                                  | inibe a expressão de receptores para captar IgE |
| IL-10             | monócitos, linfócitos T e B, mastócitos e macrófagos                             | CD210 / IL10RA, CDW210B / IL10RB                | LTh2                                                        | inibe a produção de Interferon-gama, Fator de necrose tumoral alfa e IL-2 |
| IL-10             | monócitos, linfócitos T e B, mastócitos e macrófagos                             | CD210 / IL10RA, CDW210B / IL10RB                | LTh2                                                        | Estimula a produção de mais IL-10 |
| IL-11             | estroma da medula óssea                                                          | IL11RA                                          | estroma da medula óssea                                     | estimula produção de proteínas de fase aguda e proliferação e maturação de megacariócitos e osteoclastos. |
| IL-12             | células dendríticas, linfócitos B, linfócitos T, macrófagos                      | CD212 / IL12RB1, IR12RB2                        | linfócitos T ativados                                       | diferenciação em linfócito T auxiliar tipo 1 e aumenta a atividade dos linfócitos T citotóxicos e NK (↑ interferon-gama, ↑ TNF-α, ↓ IL-10). |
| IL-12             | células dendríticas, linfócitos B, linfócitos T, macrófagos                      | CD212 / IL12RB1, IR12RB2                        | linfócito NK                                                | Estimula produção de interferon-gama e TNF-α |
| IL-13             | Linfócito T auxiliar tipo 2, mastócito, linfócito NK                             | IL13R                                           | LTh2, Linfócitos B, macrófagos                              | Estimula o crescimento e diferenciação de linfócitos B, inibe a LTh1 e a produção de citocinas pró-inflamatórias como IL-1 e IL-6 e também de IL-8, IL-10, IL-12.                                                                                    |
| IL-14 ou taxilina | linfócitos B e T                                                                 | IL14R                                           | linfócitos B                                                | controla o crescimento e proliferação dos linfócitos B, mas inibe a secreção de anticorpos. Problemática em linfomas B. |
| IL-15             | fagócitos mononucleares e células epiteliais                                     | IL15RA                                          | Linfócitos B, T e NK ativados                               | Induz a proliferação e atividade dos linfócitos B, T e NK. |
| IL-16             | linfócitos T, células epiteliais, eosinófilos                                    | CD4                                             | linfócitos T auxiliares, monócitos e macrófagos             | Atrai quimicamente as células CD4+ ao local onde são necessários (quimiotaxia). |
| IL-17             | Linfócito T auxiliar tipo 17                                                     | CDw217 / IL17RA, IL17RB                         | epitélio                                                    | estimula a produçao de citocinas pró-inflamatórias osteoclastos. |
| IL-18             | macrófagos                                                                       | CDw218a / IL18R1                                | Linfócitos T auxiliares tipo 1 e NK                         | Induz a produção de interferon-gama e aumenta a atividade do linfócito NK. |
| IL-20             | Queratinócitos e monócitos ativados                                              | IL20R                                           |                                                             | regula a proliferação e diferenciação de queratinócitos. |
| IL-21             | Linfócito T auxiliar e NK                                                        | IL21R                                           | Todos linfócitos, células dendríticas                       | co-estimulação, ativação e proliferação de células T citotóxicas, estimula NK a aumentar sua citotoxicidade, aumenta a proliferação de linfócitos B com diferenciação e mudança de isotipo, promove a diferenciação de Linfócito T auxiliar tipo 17. |
| IL-22             | Linfócito T auxiliar tipo 17                                                     | IL10R2 e IL22R                                  | células epiteliais do fígado, pâncreas, intestino e pulmões | Estimula a produção de defensinas e regeneração por células epiteliais. Aumenta a produção de proteínas de fase aguda. |
| IL-23             | macrófagos s, células dendríticas                                                | IL23R                                           | linfócitos T auxiliares                                     | Estimula proliferação de linfócitos T auxiliares e mantem a produção de IL-17, IL-6 e Fator de necrose tumoral. Problemático em doenças autoimunes.                                                                                                  |

## Descrição
Descrição mais resumida:
- IL-1: secretada pelos macrófagos, monócitos e linfócitos B participar na regulação de respostas imunes, reacções inflamatórias, e a hematopoiese. Induz expressão de selectina E, VCAM-1, ICAM-1 pelo endotélio. Aumenta produção de de Proteína c-reativa e amiloide sérico.
- IL-2: secretada pelos linfócitos T auxiliares ativados, induzem a proliferação dos linfócitos T, B e NK.
- IL-3: secretada pelos linfócitos T e células tímicas epiteliais, estimula a proliferação de precursores das células hematopoiéticas (hemácias, granulócitos, macrófagos e linfócitos).
- IL-4: secretada por linfócitos T e mastócitos estimula os linfócitos B a produzirem de anticorpos. Tem papel importante na resposta alérgica e estimulação da produção de IgE. Nos macrófagos, IL-4 induz a expressão de MHC de classe II, mas inibe a produçãlplpo de citocinas pró-inflamatórias do (IL-1 e Factor de necrose tumoral alfa). Estimula a proliferação de linfócitos T auxiliares tipo 2 (Th2).
- IL-5: sintetizada por linfócitos T e mastócitos, estimula o desenvolvimento das células B e dos eosinófilos.
- IL-6: secretada pelos linfócitos T e B, endotélio, fibroblastos e macrófagos estimula o fígado na produção de proteínas da fase aguda como proteína c-reativa e amiloide P sérico. Induz a diferenciação de linfócitos B em plasmócitos, linfocitos
- IL-7: sintetizada por células do estroma da medula óssea estimula o desenvolvimento e regula a sobrevivência das linfócitos B, T e NK.
- IL-8: sintetizada por macrófago; quimiotáticas para neutrófilos e linfócitos T. Estimula a inflamação.
- IL-9: sintetizada por linfócitos T estimula respostas citotóxicas. Estimula a inflamação.
- IL-10: inibe a produção da citocina Th1, em macrófagos inibe a produção de interferon-gama (IFN-y), IL-1, IL-6, IL-10 e TNF-alfa e suspende a apresentação de antígenos. Por outro lado, ativa linfócitos B. Desse modo inibe a resposta de combate contra patógenos intracelulares e tumores e estimula resposta contra patógenos extracelulares.
- IL-11: sintetizada pelos fibroblastos do estroma medular
- IL-12: sintetizada por linfócitos B e macrófagos estimula os Linfócito NK e T a produzirem IFN-γ e respostas Th1 (contra intracelulares). Se opõe aos efeitos de IL-10.
- IL-13: estimulação do crescimento e diferenciação das células B e inibe macrófagos;; sintetizada por células T
- IL-14: fator de crescimento para células B e inibe síntese de imunoglobulinas; ; sintetizada por células T e algumas células B
- IL-15: fator de crescimento de células NK
- IL-17: indução da produção de citocinas pró-inflamatórias
- IL-18: potencializa ações da IL-12, estimula produção de IFN-γ
- IL-23: estimula produção de IL-17, IL-6, e Factor de Necrose Tumoral.